# Mikroregion Portel

Mikroregion Portel

Mikroregion Portel – mikroregion w brazylijskim stanie Pará należący do mezoregionu Marajó. Ma powierzchnię 45.298,5 km²

## Gminy
- Bagre
- Gurupá
- Melgaço
- Portel